# Rickmansworth
Rickmansworth – miasto w Anglii, w hrabstwie Hertfordshire, w dystrykcie Three Rivers. Leży nad rzeką Colne i kanałem Grand Union Canal, 32 km na południowy zachód od miasta Hertford i 28 km na północny zachód od centrum Londynu. Miasto liczy 14 571 mieszkańców.